# يان إيفيرس
يان إيفيرس (5 يناير 1954 بروتردام في هولندا - ) هو مدرب كرة قدم ولاعب كرة قدم هولندي في مركز الدفاع. شارك مع منتخب هولندا لكرة القدم. أما مع النوادي، فقد لعب مع أياكس أمستردام وفاينورد.

## وصلات خارجية
- يان إيفيرس على موقع الاتحاد الأوربي (الإنجليزية)
- يان إيفيرس على موقع قاعدة بيانات كرة القدم.إي يو (الإنجليزية)
- يان إيفيرس على موقع ناشيونال فوتبول تيمز (الإنجليزية)
- يان إيفيرس على موقع عالم كرة القدم.نت (الإنجليزية)